# 奧格登杜恩斯 (印地安納州)
奧格登杜恩斯（英語：Ogden Dunes）是一個位於美國印地安納州波特縣的城鎮。

## 人口
根據2010年美國人口普查的數據，奧格登杜恩斯的面積為3.78平方千米，當中陸地面積為1.91平方千米，而水域面積為1.87平方千米。當地共有人口1110人，而人口密度為每平方千米294人。